# Ємилівка (Голованівський район, село)
Єми́лівка — село в Голованівській громаді Голованівського району Кіровоградської області України. Населення становить 833 особи.

## Історія
В ніч з 24 на 25 березня 1920 року під час Першого зимового походу Армії Української Народної Республіки в селі та його околицях відбувся бій між Першою Запорозькою дивізією (командувач — отаман Андрій Гулий-Гуленко), частина якої зупинялася тут на відпочинок, та 45-ю піхотною дивізією Червоної армії.
Під час організованого радянською владою Голодомору 1932—1933 років померло щонайменше 237 жителів села.

## Населення
Згідно з переписом УРСР 1989 року чисельність наявного населення села становила 1002 особи, з яких 425 чоловіків та 577 жінок.
За переписом населення України 2001 року в селі мешкало 837 осіб.

### Мова
Розподіл населення за рідною мовою за даними перепису 2001 року:
| Мова       | Відсоток |
| ---------- | -------- |
| українська | 97,36 %  |
| російська  | 2,16 %   |
| молдовська | 0,24 %   |
| білоруська | 0,12 %   |
| вірменська | 0,12 %   |

## Відомі люди
- Глобенко Олексій Іванович (1988—2014) — український військовослужбовець, спецпризначенець, старшина Збройних сил України, учасник російсько-української війни.
- Громовий Денис Володимирович (1987—2014) — солдат Збройних сил України, учасник російсько-української війни.
- Павловський Станіслав Степанович — народився в селі Ємилівка у 1946 році, член Спілки письменників України з 1985 року, автор книжок «Чиста вода „з Бугу“», «Бути цього не може» (гумор і сатира).